# Список вулиць Львова (З)
Список усіх вулиць Львова, що починаються на літеру З.
У списку вулиці подані за алфавітом. Назви вулиць на честь людей відсортовані за прізвищем і подаються у форматі Прізвище Ім'я і/або Посада. Якщо вулиця названа за цілісним псевдонімом або прізвиськом, то сортування відбувається за першої літерою псевдоніма або імені, тобто Лесі Українки — на літеру Л, Марка Вовчка, Марка Черемшини — на М, Олени Пчілки — на О, Панаса Мирного — на П, Янки Купали — на Я тощо.
Курсивом позначені зниклі вулиці.
Колір фону у списку залежить від типу урбаноніма.
| Назва                | Тип      | Колишні назви | Район                               | Місцевість                           | Рік затв. | Джерела              |
| -------------------- | -------- | --- | ----------------------------------- | ------------------------------------ | --------- | -------------------- |
| Заболотівська        | вулиця   | Торуня, Козняровер Небенґассе | Залізничний                         | Левандівка                           | 1950      | ВЛ, ПСВЛ, ВП, Л      |
| Загірна              | вулиця   | 1 Травня (Збоїща) | Шевченківський                      | Збоїща                               | 1964      | ВЛ, ПСВЛ, ВП, Л      |
| Загородня            | вулиця   | Потоцкєго (Левандівка); Заґрода | Залізничний                         | Левандівка                           | 1946      | ВЛ, ПСВЛ, ВП, Л      |
| Загула Дмитра        | вулиця   | Тунельна бічна | Шевченківський                      | Голоско                              | 1993      | ВЛ, ПСВЛ, ІВЛ, ВП, Л |
| Заклинських          | вулиця   | Цментажна, Фрідгофґассе, Цвинтарна, Пустельникова | Личаківський                        | Знесіння                             | 1993      | ВЛ, ПСВЛ, ІВЛ, ВП, Л |
| Залізнична           | вулиця   | Дрога бочна Ґрудецкєй, Дрога на Блонє Яновскє, На Блонє, Пєрацкєґо, Ауенвеґ, Перацького | Залізничний                         | Привокзальна                         | 1946      | ВЛ, ПСВЛ, ВП, Л      |
| Залізняка Максима    | вулиця   | Блотна, Дунін-Борковскіх, Мольткеґассе, Дунін-Борковських, Мінська | Франківський                        | Новий Світ                           | 1946      | ВЛ, ПСВЛ, ІВЛ, ВП, Л |
| Залісна              | вулиця   | Яблунева (Кривчиці) | Личаківський                        | Великі Кривчиці                      | 1962      | ВЛ, ПСВЛ, ВП, Л      |
| Замарстинівська      | вулиця   | Муроване Мости, Замарстиновска, Зоммерштайнґассе, Київська, Калініна; ділянка вулиці між вул. Хмельницького та вул. Дашкевича до 1931 року називалася вул. Львівською                                                                                                | Галицький, Шевченківський           | Замарстинів                          | 1990      | ВЛ, ПСВЛ, ВП, Л      |
| Заміська             | вулиця   | Замкнена (Збоїща) | Шевченківський                      | Збоїща                               | 1962      | ВЛ, ПСВЛ, ВП, Л      |
| Замкнена             | вулиця   | Бочна Сьвєнтей Анни (Ґрудецка сльєпа), Замкнєнта, Закґассе | Галицький                           | Привокзальна                         | 1944      | ВЛ, ПСВЛ, ВП, Л      |
| Замкова              | вулиця   | Дроґа кляшторна, Кляшторна, Кльоштервеґ | Галицький                           | Підзамче                             | 1871      | ВЛ, ПСВЛ, ВП, Л      |
| Заньковецької Марії  | вулиця   | Сьвєнтего Антонєґо, Антонґассе, Святого Антона | Личаківський                        | Личаків                              | 1946      | ВЛ, ПСВЛ, ІВЛ, ВП, Л |
| Заозерна             | вулиця   | Зацерковна | Шевченківський                      | Голоско                              | 1958      | ВЛ, ПСВЛ, ВП, Л      |
| Заозерні провулки    | провулки | | Шевченківський                      | Голоско                              | 1958      | ВЛ, ПСВЛ, ВП, Л      |
| Запашна              | вулиця   | Більчевськєго (Кам'янка); Запашна | Шевченківський                      | Рясне                                | 1958      | ВЛ, ПСВЛ, ВП, Л      |
| Заповітна            | вулиця   | | Шевченківський                      | Замарстинів                          | 1958      | ВЛ, ПСВЛ, ВП, Л      |
| Запольської Ґабріели | вулиця   | Пасєчна бочна І, Запольскєй, Романчукґассе, Кавалерійська | Личаківський                        | Ялівець                              | 1993      | ВЛ, ПСВЛ, ІВЛ, ВП, Л |
| Запорізька           | вулиця   | Мазовєцка, Мазовієнґассе, Мазовецька | Галицький                           | Софіївка                             | 1950      | ВЛ, ПСВЛ, ВП, Л      |
| Зарицьких            | вулиця   | Обертиньска, Обертінерґассе, Обертинська, Станіславського, Куліша, Воровського | Галицький                           | Снопків                              | 1991      | ВЛ, ПСВЛ, ІВЛ, ВП, Л |
| Затишна              | вулиця   | Трауґутта бочна, Зацішна, Яхимовичґассе | Залізничний                         | Привокзальна                         | 1944      | ВЛ, ПСВЛ, ВП, Л      |
| Захарієвича Юліана   | вулиця   | Ґроссвайєра, Штормґассе, Гроссвайєра, Державіна | Франківський                        | Новий Світ                           | 1992      | ВЛ, ПСВЛ, ІВЛ, ВП, Л |
| Захисників України   | вулиця   | | Шевченківський                      |                                      | 2021      | ЛМР                  |
| Збаразька            | вулиця   | Убоч, Драгоманівґассе, На Боці, Ульянової | Личаківський                        | Личаків                              | 1992      | ВЛ, ПСВЛ, ВП, Л      |
| Збиральна            | вулиця   | | Залізничний                         | Сигнівка                             | 1958      | ВЛ, ПСВЛ, ВП, Л      |
| Збоїща               | вулиця   | Сталіна (Збоїща); Трудова | Шевченківський                      | Збоїща                               | 1993      | ВЛ, ПСВЛ, ВП, Л      |
| Зборівська           | вулиця   | Крива (с. Гори); Корчагіна | Личаківський                        | Гори                                 |           | ВЛ, ПСВЛ, ВП, Л      |
| Звенигородська       | площа    | Пляц Марії Снєжней, Марія Шпеенпляц, площа Марії Сніжної | Галицький                           | Центр                                | 1950      | ВЛ, ПСВЛ, ВП, Л      |
| Звіринського Карла   | вулиця   | Убоґіх бочна (Свєньтего Лазажа бочна), Ходоровскєґо, Горнунґштрассе, Ходоровського, Венеціанова | Галицький                           | Цитадель                             | 2022      | ВЛ, ГМ, Л, ЛП        |
| Зв'язкова            | вулиця   | Лончнікова, Домсаґассе | Франківський                        | Богданівка                           | 1946      | ВЛ, ПСВЛ, ВП, Л      |
| Здоров'я             | вулиця   | Здров'є, Цеппелінґассе | Франківський                        | Новий Світ                           |           | ВЛ, ПСВЛ, ВП, Л      |
| Зелена               | вулиця   | Волоськєґго Мосту, Зєльона, Дроґа Волоска, Розвадовскєґо, Ґрюнештрассе; ділянка вулиці між початком вулиці та вул. Водогінною до 1946 року називалася вул. Розвадовського, а ділянка вулиці між вул. Водогінною та виїздом за місто називалася вул. Верхньою Зеленою | Галицький, Личаківський, Сихівський | Сихів, Снопків, Филипівка, Погулянка | 1944      | ВЛ, ПСВЛ, ВП, Л      |
| Земельна             | вулиця   | Щорса (Збоїща) | Личаківський                        | Збоїща                               | 1958      | ВЛ, ПСВЛ, ВП, Л      |
| Землеробна           | вулиця   | | Залізничний                         | Скнилівок                            | 1962      | ПСВЛ, ВП, Л          |
| Зернова              | вулиця   | Пляц Сольскіх, Тарґовіца Збожова, Пляц Збожови, Ґетрайдемаркт, площа Збожова | Галицький                           | Центр                                | 1946      | ВЛ, ПСВЛ, ВП, Л      |
| Зерова Миколи        | вулиця   | Білінскіх бочна, Жеромскєґо, Мессершмідтґассе, Жеромського, Урицького | Франківський                        | Привокзальна                         | 1991      | ВЛ, ПСВЛ, ІВЛ, ВП, Л |
| Зигзаг               | вулиця   | Церковна бочна (Богданівка); Дзядова, Зиґзаґ, Цікцакґассе | Франківський                        | Богданівка                           | 1944      | ВЛ, ПСВЛ, ВП, Л      |
| Зимновідська         | вулиця   | Реактивна | Залізничний                         | Скнилівок                            | 1993      | ВЛ, ПСВЛ, ВП, Л      |
| Зимова горішня       | вулиця   | Зімова вижша | Шевченківський                      | Голоско                              | 1950      | ВЛ, ПСВЛ, ВП, Л      |
| Зимова долішня       | вулиця   | Зімова ніжша | Шевченківський                      | Голоско                              | 1950      | ВЛ, ПСВЛ, ВП, Л      |
| Зимова               | вулиця   | Лукомскєґо, Костецкєґо, Костецького | Шевченківський                      | Голоско                              | 1950      | ВЛ, ПСВЛ, ВП, Л      |
| Золота               | вулиця   | Злота, Абрагамчикув (част.), Мінська | Шевченківський                      | Клепарів                             | 1991      | ВЛ, ПСВЛ, ВП, Л      |
| Золочівська          | вулиця   | Польова бічна ІІ | Личаківський                        | Великі Кривчиці                      | 1993      | ВЛ, ПСВЛ, ВП, Л      |
| Зоряна               | вулиця   | Дроґа Любєньска бочна, Зубжицкєґо, Зубрицкийґассе, Зубжицького | Залізничний                         | Скнилівок                            | 1946      | ВЛ, ПСВЛ, ВП, Л      |
| Зрубова              | вулиця   | Корчунек, Корчунок | Личаківський                        | Великі Кривчиці                      | 1950      | ВЛ, ПСВЛ, ВП, Л      |
| Зубрицького Дениса   | вулиця   | Пйонтніци, П'ятниця, Тижнева | Личаківський                        | Знесіння                             | 1993      | ВЛ, ПСВЛ, ІВЛ, ВП, Л |
| Зубрівська           | вулиця   | | Сихівський                          | Сихів                                | 1981      | ВЛ, ПСВЛ, ВП, Л      |
| Зустрічна            | вулиця   | Кремпнєрув, Словацкєґо (Знесіння); Стики | Личаківський                        | Знесіння                             | 1950      | ВЛ, ПСВЛ, ВП, Л      |